# Mateuți, Rezina
Mateuți este un sat din raionul Rezina, Republica Moldova.

## Așezarea geografică

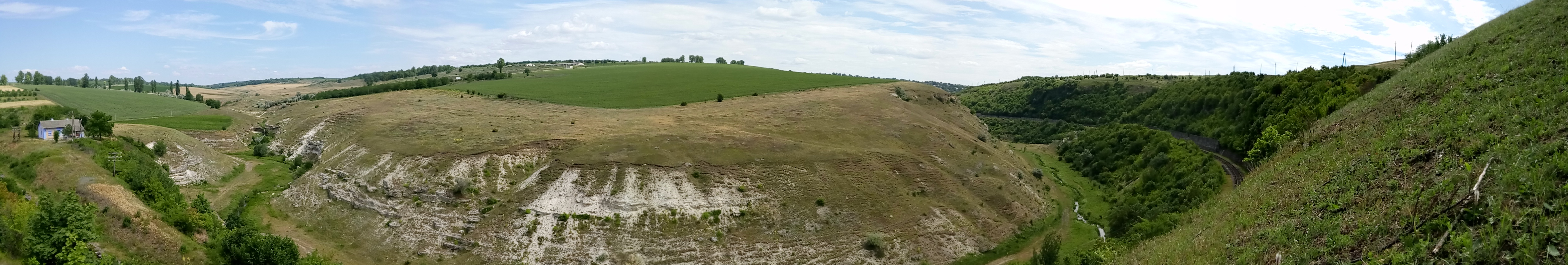
Defileul râului Ciorna, între Glinjeni și Mateuți. Se vede și calea ferată.

Satul Mateuți este amplasat în partea de nord-est a Republicii Moldova, raionul Rezina, la o distanță de 17 km de orașul Rezina, 14 km de orașul Rîbnița, 11 km de orașul Șoldănești și 120 km de orașul Chișinău. Se mărginește cu satele: Hligeni, raionul Șoldănești la vest, Alcedar, raionul Șoldănești, la nord, Solonceni, la nord-est, Boșernița, la est, fabrica de ciment LAFARGE Ciment Moldova, la sud, calea ferată, fiind situată pe perimetrul satului din partea de sud. Tunelul și gara feroviară, care poartă numele Mateuți, sunt situate pe teritoriul localității, pe o lungime de aproximativ 2 km.
Accesul auto în localitate este pe traseul local Rezina- Mateuți, continuat pe drum alb spre Șoldănești.
Teritoriul reprezintă un relief deluros-ondulat, care face parte din înălțimea nistreană. Structura rocilor este formată din: argile, aleurite, nisipuri și calcare. Conform raionării agro-pedologice a Republicii satul are cernoziomuri levigate și podzolite, soluri cenușii de pădure și ale silvostepei înălțimii Rezina.
Resursele naturale ale satului sunt: argila, calcarul, nisipul.
Apele curgătoare sunt reprezentate de râul Ciorna, care se varsă în râul Nistru, apele izvoarelor și cele formate în urma zăpezilor și ploilor. Satul este sărac în apă potabilă, nu are nici un iaz, sunt 75 de fântâni și 7 izvoare. În timp de vară circa 50 la sută din fântâni seacă, oamenii fiind nevoiți să aducă apă de la o distanță mai mare de un km.
Starea mediului ambiant este influențată de amplasarea în preajma satului a fabricilor de ciment de la Rezina și Rîbnița și uzina metalurgică de la Rîbnița.
La nord-vest de sat este amplasată rezervația naturală silvică Hligeni.

## Istoria satului
Satul Mateuți este atestat documentar prima dată la 3 aprilie 1550 în timpul domniei lui Ilieș Voievod, într-un hrisov domnesc, prin care se menționează stăpânii moșiei satului, frații Tatiana și Tătar, care au primit-o drept moștenire de la tatăl lor Copcea:
„Suret di pi ispisocul domnului Ilieș voievod, din leat 7028 <1550> aprilie 3.

Cu mila lui Dumnezeu, noi Ilieș voievod, domn Țării Moldovei. Înștiințare facem cu această scrisoare a noastră tuturor cari o vor vide sau citindu-se o vor auzi că au venit înaintea noastră și înainte tuturor a noștri moldovenești boieri Tetiana și cu fratele ei Tatar, fiii lui Copcicea, nepoții lui Șârb celui bătrân, precum de a lor bunăvoie, de nimeni siliți, nici asupriți, și-au împărțit a lor drepte și proprii, din drepte danii, ci au avut bătrânul Șârbul, de la cel mai înainte de domnia mea, Alexandru voievod, și din îndreptările danii și întăritura, ci au avut părintele lor, Copcicea, de la moșul domniei mele, bătrânul Ștefan voievod, pre satele, ce să numesc Cocorenii și giumătate de sat, de Cerepcăuți, giumătate ce din sus, pe amândouă părțile Siretului și cu moară în Siret și Băicenii, la Poiană, în ținutul Romanului și o prisacă la vârful dealului, de către Șiret și Ețcanii, pre Nistru, la hotarul Stodolna, mai gios de Matievțăști, și cu sădnic în Nistru și Păuleștii și cu poiană la Itchil și cu mori, și Jărdianii și Doljeștii, pre Albâia și cu mori, la Șiret, și, pre Nistru, Stodolna, de sus de Matievțăști și cu sădnic la Nistru și Lalova și Matievțăști.
 
...
 
Și spre mai tare întemeiere acestor mai sus scrisă, am poruncit la al nostru credincios, giupânul Mateiaș logofătul, să scrie și a noastră pecete să o lege, la această a noastră scrisoare.
 
A scris Grigorie Fierescul, în Huși”
Din conținutul documentului reiese, că localitatea Mateuți exista deja pe timpul domniei lui Alexandru cel Bun (1400-1432), ceea ce denotă că satul a fost întemeiat la sfârșitul secolului XIV - începutul sec. XV. Acest document pune începutul șirului de atestări documentare a localității, astfel încât în anul 1715 devine proprietate a lui Nicolae Costin, fiul marelui cronicar Miron Costin.
O importanță mare pentru Mateuți a avut-o biserica din localitate, care se presupune că a fost construită după 1633, când moșia satului era închinată mănăstirii Sf. Sava din Iași. Inițial a fost construită din lemn, apoi reconstruită din piatră. 
În 1897 în cadrul bisericii, în sat, se deschide prima școală primară, care avea următoarele cărți: Zacon Bojii, Simvol Verî, Russkaia Dușa, ș.a.
Revenirea Basarabiei la România în 1918 a contribuit la dezvoltarea localității în alte condiții. Satul este inclus în plasa Rezina, județul Orhei. În sat activau: o gospodărie agricolă, o cooperativă de consum, patru mori de apă, o oloiniță, o scărmănătoare și cinci cârciumi. A fost deschisă școala primară.
În perioada interbelică, activitatea economică era reprezentată de 3 băcănii, 3 cârciumari, 2 dogari, 1 fierar, 2 lăcătuși, 3 mori, 2 rotari, 4 zidari și 1 treierătoare. Majoritatea populației a fost antrenată în prelucrarea terenurilor agricole.
Reanexarea Basarabiei de către URSS la 28 iunie 1940 a oprit ritmul de dezvoltare a localității, unele din cauze fiind retragerea gospodarilor în România, exilarea în Siberia și colectivizarea forțată. Activitățile meșteșugărești au fost stopate, au dispărut morile, oloinița, scărmănătoarea. A fost formată gospodăria colectivă - colhozul, care a schimbat mai multe denumiri, ultima fiind  „28 iunie”.
În timpul celui de-al doilea război mondial trupele române, aflate în apropierea localității Mateuți, au fost atacate de circa 900 de civili, de naționalitate evrei. Iată ce ne relatează veteranul Ștefan Manolache, pe front sergent comandant de grupă mitraliere în Regimentul 6 vânători din Divizia 14 infanterie:
„Am participat cu Regimentul 6 vânători la toate luptele pe care aceasta unitate le-a purtat în Basarabia împotriva trupelor sovietice. Aveam gradul de sergent și comandam o grupă de mitraliere.
Din toate dramele petrecute pe front, cea care m-a impresionat cel mai mult s-a petrecut la sfârșitul lunii iulie în preajma satului Mateuți.
După ce în perioada 11-18 iulie 1941 regimentul nostru a dus lupte grele cu inamicul pe valea râului Răut, în zona 30 km este de Bălți, respingând toate atacurile acestuia, puternic sprijinite de artilerie și de aviație, am trecut noi la atac și am alungat inamicul spre Nistru.
După trei zile de urmărire inamicul înfrânt a dispărut din fața noastră, astfel că regimentul a continuat înaintarea, cu avangarda în față, fără a mai fi în contact cu acesta. În capul regimentului, după avangardă, urma compania 1 pușcași care era întărită cu un pluton de mitraliere din care făceam parte și eu. Atunci când compania trecuse aproape în întregime peste rambleul căii ferate Bălți–Râbnița, la imediat sud de satul Mateuți, asupra ambelor flancuri ale acestei subunități s-a declanșat un foc năprasnic de arme automate care a provocat numeroase victime.
Față de cele petrecute, comandantul regimentului, colonelul Mateeș, a ordonat să se încercuiască zona din apropierea localității pe unde trecuse coloana, pentru capturarea inamicului care declanșase focul. Au fost capturați peste 900 de civili, de naționalitate evrei. Din cercetările făcute a rezultat că trupele sovietice nu au permis acestor evrei să treacă la est de Nistru și le-a spus: <Dacă vă trebuie Basarabia, s-o apărați>, i-a înarmat, le-a dat această misiune și ei, au acționat. Toți acești prizonieri au fost predați armatei germane (la acea dată Divizia 14 infanterie din care făcea parte regimentul nostru era subordonată Armatei 11 germane – n.n.).
În fața satului Mateuți s-a amenajat un cimitir în care au fost înhumați luptătorii companiei 1 a regimentului 6 vânători omorâți în împrejurări arătate.
Acest atac mișelesc a atras ura asupra populației evreiești, întrucât și la retragerea armatei române din Basarabia, în anul 1940, unii evrei au tras asupra ostașilor noștri."
Către anul 1990 populația satului Mateuți constituia circa 2600 oameni, activa școala medie cu circa 450 elevi, grădinița cu circa 125 copii, era casa de cultură și sala sportivă nou construite.
Populația satului era cuprinsă în câmpul muncii în colhoz, o bună parte fiind angajată la întreprinderile industriale din orașul Râbnița, Rezina, calea ferată.
În prezent în sat locuiesc aproximativ 2200 oameni, în școală sunt 240 elevi, la grădiniță - 80 copii.

## Administrație și politică
Componența Consiliului local Mateuți (11 consilieri), ales la 5 noiembrie 2023, este următoarea:
|  | Partid                                       | Consilieri | Componență | Componență | Componență | Componență | Componență | Componență | Componență | Componență | Componență |
|  | -------------------------------------------- | ---------- | ---------- | ---------- | ---------- | ---------- | ---------- | ---------- | ---------- | ---------- | ---------- |
|  | Platforma Demnitate și Adevăr                | 9          |            |            |            |            |            |            |            |            |            |
|  | Partidul Acțiune și Solidaritate             | 1          |            |            |            |            |            |            |            |            |            |
|  | Partidul Socialiștilor din Republica Moldova | 1          |            |            |            |            |            |            |            |            |            |

## Economia
Satul e conectat la traseul de gaz, de care beneficiază numai școala, gospodăriile individuale nu sunt conectate.
Este reparat apeductul, care unește stația de purificare a apei de la Boșernița (vos) cu satul Mateuți. Este lansat proiectul de aprovizionare a satului cu apă, implementarea primei etape, construcția a 2 km de apeduct și instalarea a două turnuri de apă cu capacitate de 50m3 fiecare.
La rețeaua telefonică sunt conectate circa 80% din gospodăriile individuale, este acoperire telefonică pentru ORANGE și MOLDCELL.
Oficiul poștal este amplasat în clădirea primăriei, sunt angajate două persoane. Este o filiala a Băncii de Economii.
În sat activează AEI Prometeu-Credit, fondată în 1998, inițial număra 34 membri, la la 31.12.07 sunt 145 membri, capitalul propriu constituie 210.000 lei.
Lungimea totală a drumurilor în localitate constituie 35 km, în stare avariată 12 km.

## Învățământ
Școală medie cu capacitate de 640 locuri, construită în 1973.
În anul de studii 2007-2008 au fost înscriși 246 elevi, sunt angajați 23 profesori, personalul tehnic numără 21 persoane.
Grădiniță de copii, capacitate de 120 copiii, clădire veche.
În anul 2007-2008 au frecventat grădinița 75 copii , sunt angajate 7 educatoare, personalul tehnic - 11 persoane.

## Cultura
Casă de cultură în complex cu sală sportivă. Capacitate 450 locuri. Construită în 1990.
Bibliotecă publică a fost transferată din casa de cultură în incinta primăriei, nu este spațiu pentru sală de lectură, fondul de carte este învechit.
În sat activează colectivele folclorice „Comoara”, format de elevii din școală, laureați ai concursurilor republicane al cântecului folcloric pascal,  ostășesc și al tradițiilor și obiceiurilor de iarnă, conducător artistic Platon Elena și „Comoara satului”, format din femeile satului, conducător artistic Ursachi Efrosenia.
Este la început de cale crearea muzeului satului, asupra căruia a lucrat  Ion Știrbu, tot odată fiind și coautorul primei monografii a istoriei localității, scoasă de sub tipar în primăvara anului 2007.

## Religia
Populația satului în mare majoritate este de confesie ortodoxă, activează parohia Sfinții Arhangheli Mihail și Gavriil. Biserica a fost redeschisă la începutul anilor nouăzeci cu ajutorul enoriașilor din sat.
În sat activează și Biserica Creștină Evanghelică Baptistă „Vino și Vezi”, înființată la 09 iulie 1995, fiind alcătuită din 23 membri.